# Piéride de la cléome
Euchloe charlonia
Espèce
La Piéride de la cléome ou la Piéride soufrée (Euchloe charlonia) est un insecte lépidoptère de la famille des Pieridae, de la sous-famille des Pierinae et du genre  Euchloe.

## Dénomination
Euchloe charlonia a été nommé par Hugues-Fleury Donzel (en) en 1842.
Synonyme : Anthocharis charlonia Donzel, 1842.

### Sous-espèces
- Euchloe charlonia charlonia présent au Maroc
- Euchloe charlonia lucilla (Butler, 1886) le Lemon White
- Euchloe charlonia mesopotamica (Staudinger, [1892])[1].

### Noms vernaculaires
La Piéride soufrée ou Piéride de la cléome se nomme Greenish Black-tip en anglais et la sous-espèce Euchloe charlonia lucilla Lemon White.

## Description
C'est un papillon jaune soufré à l'aile antérieure marquée d'une tache et apex noir taché de jaune et bordée d'une frange rouge plus visible sur le revers. Sur le revers, les ailes antérieures sont jaunes avec l'apex vert assez foncé comme les ailes postérieures.

## Biologie

### Période de vol
Ses périodes de vol sont variables suivant la localisation en deux à plusieurs générations.

### Plantes hôtes
Les plantes hôtes de sa chenille sont diverses : Cleome arabica, Diplotaxis acris, Diplotaxis pendula, Eruca vesicaria, Eryngium tenue, Moricandia arvensis, Reseda villosa, Succowia balearica.

## Écologie et distribution
Son aire de répartition comporte :
- en Europe le sud du Portugal et de l'Espagne, les îles Canaries
- le nord de l'Afrique
- le Moyen-Orient.

### Biotope
La Piéride soufrée occupe les vallées arides et les oasis.

### Protection
Pas de statut de protection particulier.